# Maurits Post
Maurits Post (Haarlem, 1645 - Den Haag, 1677) was de zoon van de beroemde bouwmeester Pieter Post en diens vrouw Rachel Ridders. Hijzelf was eveneens architect. Van 1672 tot 1677 was hij in dienst van stadhouder Willem III. Voor hem ontwierp hij onder meer de volgende paleizen:
- Paleis Soestdijk (1674-1678)
- Huis ten Bosch, naar een ontwerp van Pieter Post